# Calosoma auropunctatum
Calosoma auropunctatum,  es una especie de escarabajo de tierra. Se encuentra desde Europa (excepto en el oeste y partes del suroeste) hacia el este hasta Anatolia, Asia Central y el oeste de China y Mongolia.
Vulgarmente se lo conoce como escarabajo de tierra escupidor, y en África como oogpister, que se podría traducir como "escupe en el ojo."
Cuando estos insectos se sienten amenazados, se dan la vuelta, levantan su parte trasera y rocían una sustancia química nociva y dolorosa al atacante.
Externamente son de color negro o marrón, con unas manchas en la espalda que son en realidad pozos de color cobre a oro, pasando por verde brillante, dependiendo de la dirección de la luz.